# Novostanivka, Mala Vîska
Novostanivka (în ucraineană Новостанівка) este un sat în comuna Iakîmivka din raionul Mala Vîska, regiunea Kirovohrad, Ucraina.

## Demografie
Componența lingvistică a localității Novostanivka
     Ucraineană (89,33%)
     Română (9,33%)
     Rusă (1,33%)
Conform recensământului din 2001, majoritatea populației localității Novostanivka era vorbitoare de ucraineană (89,33%), existând în minoritate și vorbitori de română (9,33%) și rusă (1,33%).